# Le Rousset
Rousset – miejscowość i dawna gmina we Francji, w regionie Owernia-Rodan-Alpy, w departamencie Rodan. W 2013 roku jej populacja wynosiła 258 mieszkańców. 
W dniu 1 stycznia 2016 roku z połączenia dwóch ówczesnych gmin – Marizy oraz Le Rousset – utworzono nową gminę Le Rousset-Marizy. Siedzibą gminy została miejscowość Marizy. 